# Vertisol

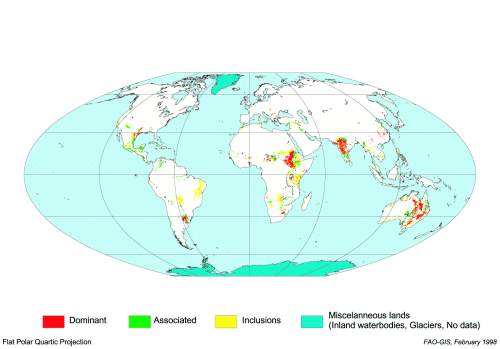
Bodenregionen mit Vertisolen.

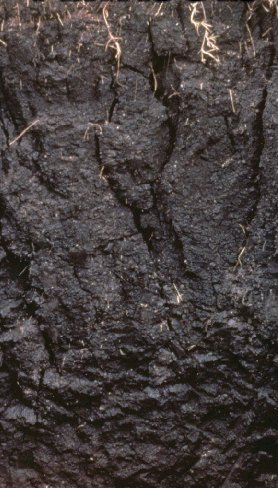
Vertisol mit den durch Peloturbation verursachten typischen Schrumpfrissen

Als Vertisol bezeichnet man Böden mit hohen Gehalten an stark quellfähigen Tonmineralen. Sie sind eine Ordnung der USDA Soil Taxonomy und eine Referenzbodengruppe der World Reference Base for Soil Resources (WRB). Man findet sie weltweit in Regionen mit jahreszeitlich stark schwankenden Regenfällen, etwa in Ostaustralien, dem Sudan, dem Südsudan und Äthiopien (hier als englisch black cotton soil bekannt), Texas oder dem indischen Dekkan-Plateau.
In Abhängigkeit vom Feuchtegehalt dehnen sich Vertisole aus oder ziehen sich zusammen. In Trockenzeiten können sich durch das Zusammenziehen der Tonminerale metertiefe senkrechte Bodenspalten bilden. Diese besondere Eigenschaft ist zurückzuführen auf die hohen Mengen an quellfähigen Tonmineralen, häufig Montmorillonit.
Im Unterboden bilden sich außerdem keilförmige Aggregate, die 10 bis 60 Grad zur Horizontalen geneigt sind. An vielen Aggregatoberflächen entstehen glänzende Scherflächen mit einzelnen Riefen. Solche Aggregatoberflächen werden slickensides genannt. Ein Horizont mit diesen Eigenschaften ist in der WRB als diagnostischer vertic horizon definiert.
Vertisole bilden sich durch Hydroturbation unmittelbar aus sehr tonreichen Gesteinen, sind meistens neutral oder leicht sauer und haben oft eine recht große Dicke.
Der natürliche Pflanzenbewuchs von Vertisolen besteht aus  Gräsern oder Wald.
Weltweit sind etwa 3,2 Millionen Quadratkilometer oder knapp 2,5 Prozent der eisfreien Landfläche von Vertisolen bedeckt.

## Klassifikation
Die Soil Taxonomy unterscheidet bei Vertisolen sechs Unterordnungen:
- Aquert
- Cryert
- Xerert
- Torrert
- Ustert
- Udert